# Glenfiddich
Glenfiddich (von schottisch-gälisch Gleann Fhiodhaich; zur Bedeutung und Aussprache des Namens siehe unten) ist eine Whiskybrennerei bei Dufftown im ehemaligen County Banffshire in Schottland. Glenfiddich ist einer der größten Single-Malt-Produzenten Schottlands.

## Geschichte
Die Brennerei Glenfiddich im gleichnamigen Tal in Speyside in den schottischen Highlands wurde 1886 von William Grant und seiner Familie errichtet, die Brennblasen stammten aus der alten Cardhu-Brennerei. Weihnachten 1887 begann die erste Produktion von Whisky. Seitdem produziert die Destillerie am gleichen Ort mit demselben Herstellungsverfahren mit einer der kleinsten Brennblasen schottischer Brennereien. Das Unternehmen ist – als letzte schottische Whisky-Brennerei – noch im Besitz der Gründerfamilie Grant.
Im Jahr 1963 konnte aus dem Brand kein Blend mehr hergestellt werden, da die Brennerei keine Lieferung an Grain-Whisky mehr bekam. So entschied sich die Familie, Whisky aus reinem Gerstenmalz abzufüllen und zu verkaufen; erst ab diesem Zeitpunkt begann die moderne Vermarktung des Single-Malt-Whiskys. Im Zuge dieser Neuausrichtung  wurde auch eine Umstrukturierung des Marketings vorgenommen. Im Fokus standen nun nicht mehr andere Brennereien, sondern der US-amerikanische Markt. Durch Produktplatzierungen und Werbeverträge mit Prominenten wurde die Marke Glenfiddich für Menschen aus den Vereinigten Staaten eine Alternative zu ihrem eigenen Whiskey.
Glenfiddich ist einer der erfolgreichsten Whiskyhersteller, dessen Whisky fast auf der ganzen Welt erhältlich und dessen dreieckige Flaschenform typisch für die Brennerei ist. Der Geschmack (zumindest der 12-jährigen Standardabfüllung) ist sehr mild und daher einer breiten Kundschaft zugewandt.

## Produktion

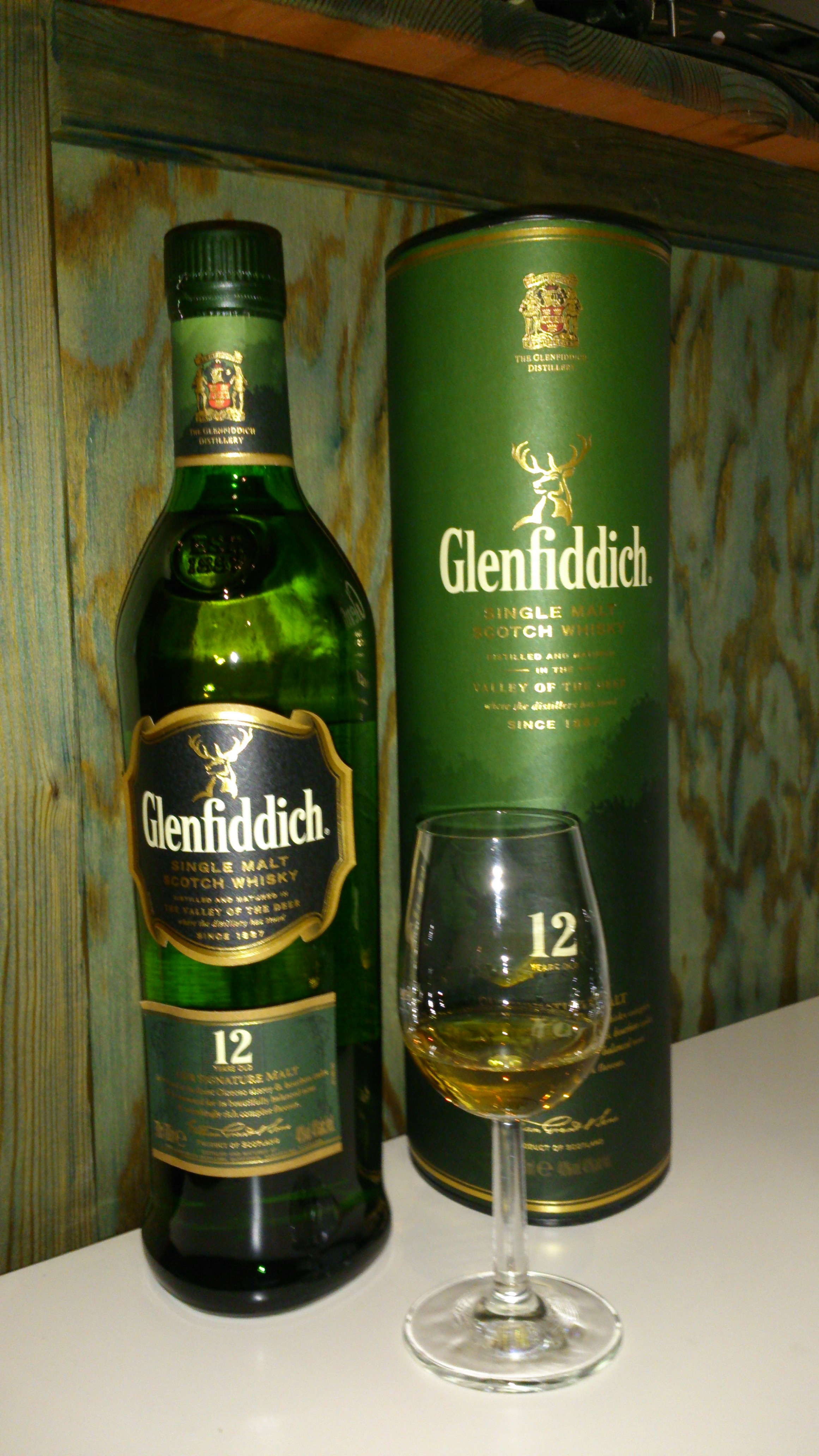
Flasche und Dose des meistverkauften Single Malt – Glenfiddich 12 Jahre mit Nosing-Glas

Das Wasser der Brennerei stammt aus der Robbie-Dubh-Quelle. Die Familie Grant hatte nach ersten finanziellen Erfolgen das gesamte erweiterte Umland, durch das die Quelle fließt, erworben, um zu verhindern, dass sich Fabriken ansiedeln, die das Quellwasser verunreinigen könnten. Die Brennerei verfügt über zwei Maischebottiche (mashtuns) aus Edelstahl und 24 Gärtanks (washbacks) aus Douglasienholz mit zusammen 1.440.000 l. Destilliert wird im zweistufigen Verfahren mit 10 Brennblasen (stills) in der ersten Stufe (washstills) je 9100 l und 18 Brennblasen in der zweiten Stufe (spiritstills) je 4550 l, die fast gleichmäßig auf zwei Räume (stillrooms) verteilt sind. Bis vor ein paar Jahren wurde eine Hälfte mit Gas, die andere mit Kohle direkt beheizt, inzwischen ist komplett auf Gas umgestellt worden.
Im Jahre 2016 wurde mit dem Bau eines dritten Stillhouse begonnen, das dieselbe Größe wie die anderen Stillhouses haben wird und die Kapazität der Brennerei nach Fertigstellung um 50 % erhöhen soll.
Glenfiddich verarbeitet am Tag ca. 400 Tonnen Gerstenmalz zu etwa 40.000 Litern Alkohol (April 2016, Information von einem Tour Guide bei Glenfiddich).
Der Whisky wird in 45 Lagerhäusern in unmittelbarer Nähe der Brennerei gelagert. Die Fässer für die Lagerung stellt die Firma in einer eigenen Böttcherei bzw. Kupferschmiede aus gebrauchten Fassdauben selbst her. Als eine der ganz wenigen schottischen Malt-Whisky-Brennereien füllt Glenfiddich seine Produkte selbst in Flaschen ab.
Glenfiddich ist einer der erfolgreichsten und bekanntesten Single-Malts. Neben seiner Qualität dürfte dieser Erfolg auf das frühe Vertreiben als Single Malt Whisky (1963) und das Eröffnen eines Besucherzentrums schon 1969 beigetragen haben. Die Brennerei kann im Rahmen einer Führung (auch deutschsprachig) besichtigt werden (Eintritt 2018: ab 10 £).
Auf dem Gelände der Brennerei befindet sich die zum Konzern gehörige Balvenie-Distillerie.

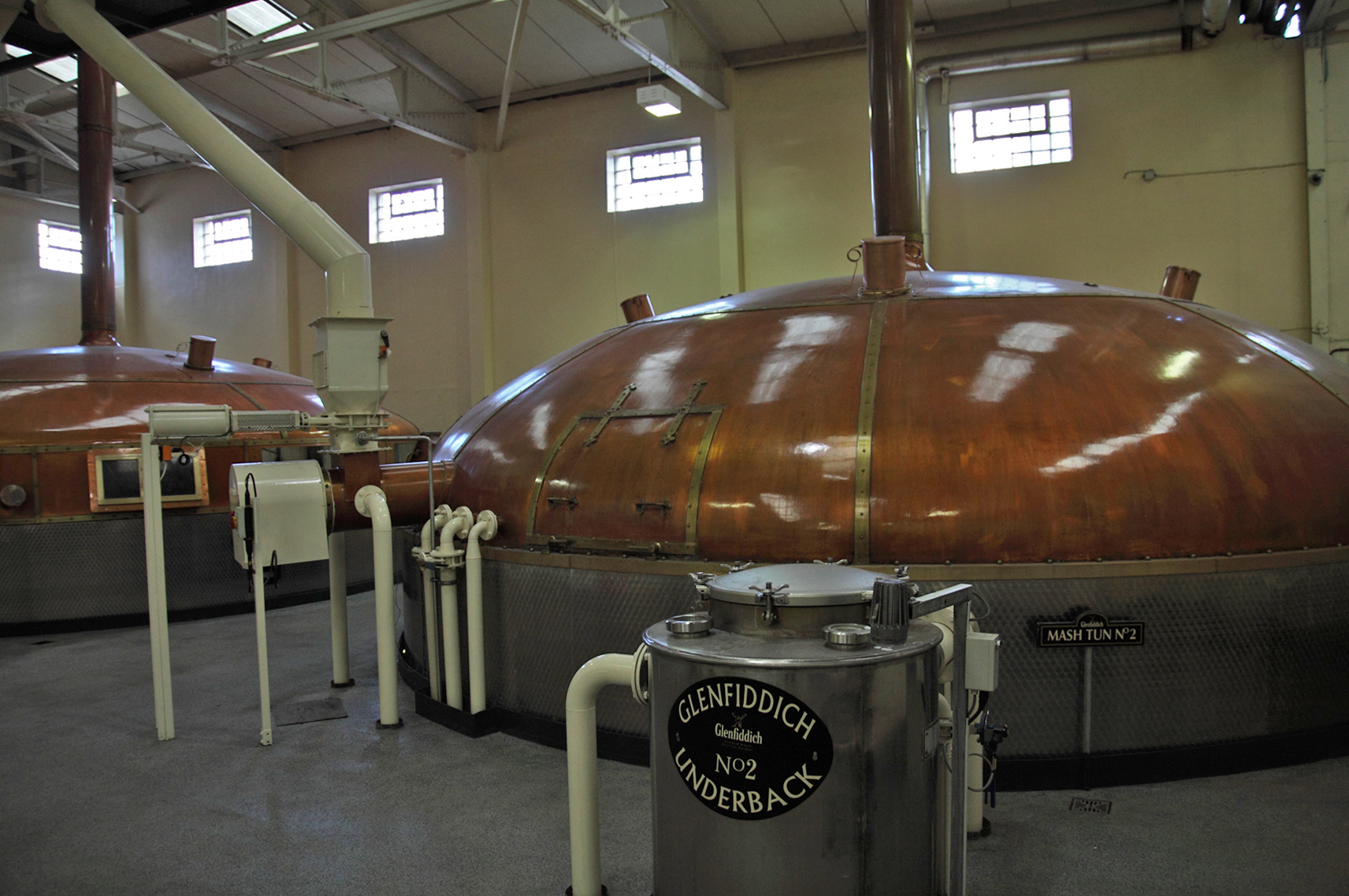
Maischebottich (Mash-tun)
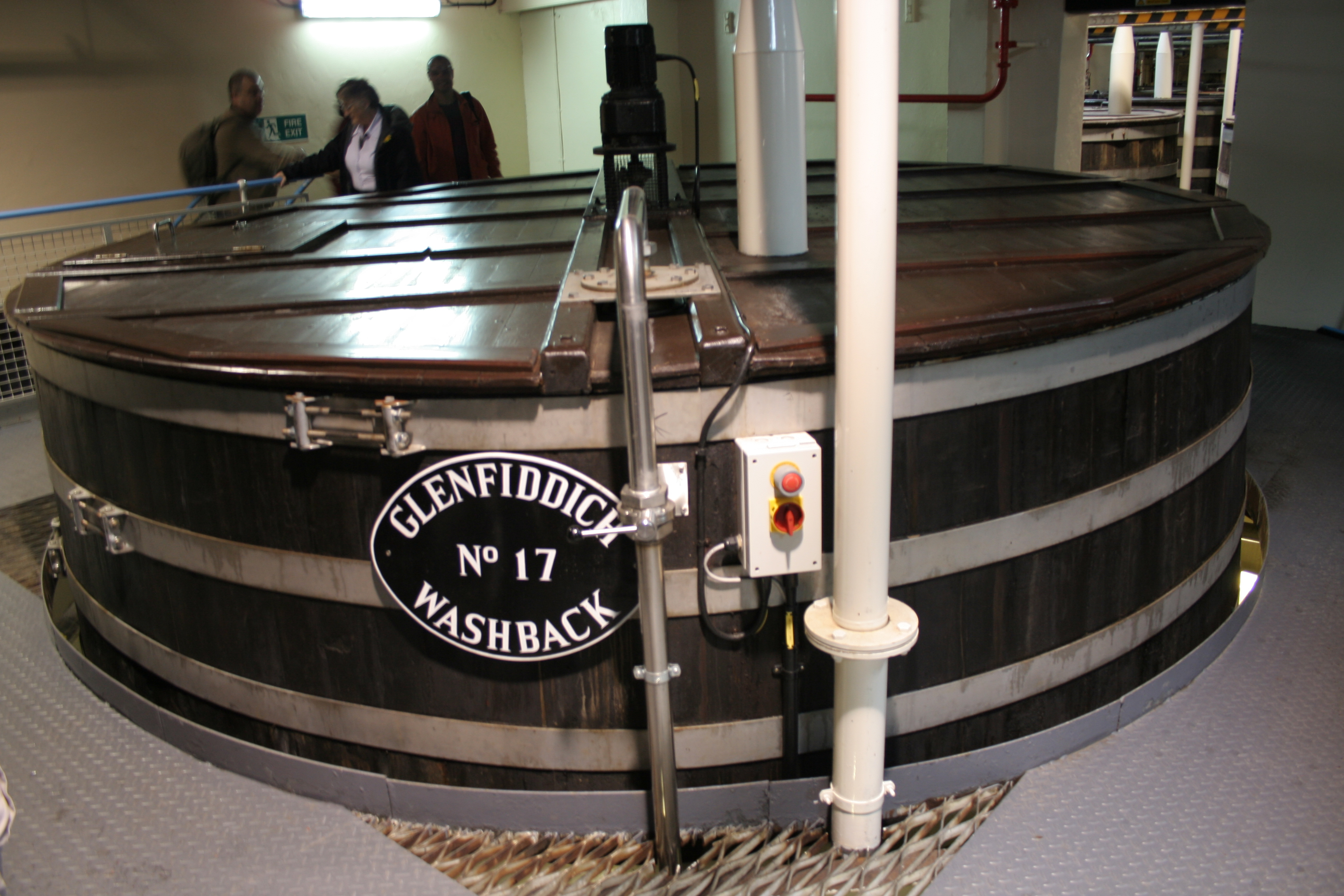
Gärtank (Washback)
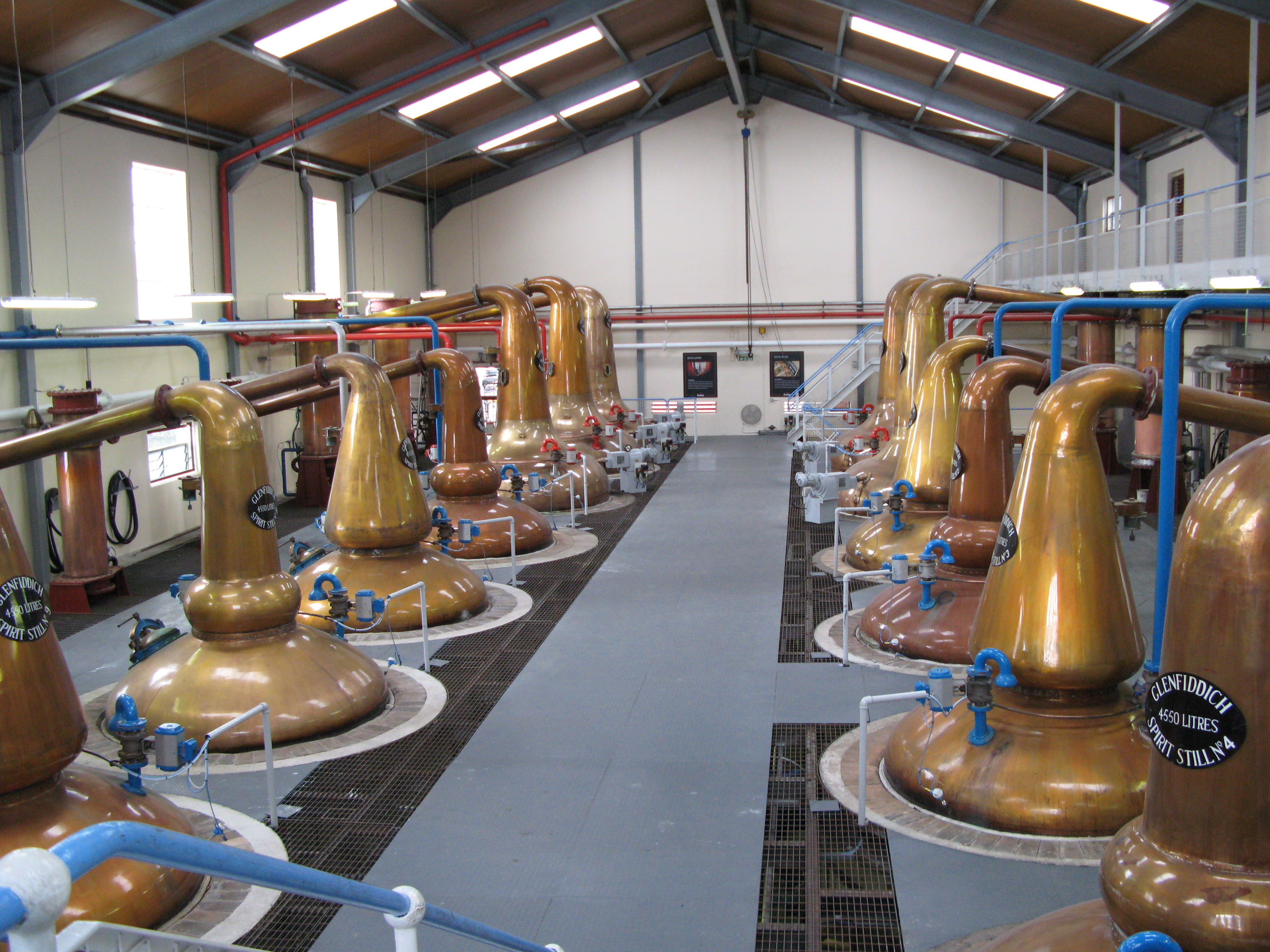
Raum mit Brennblasen
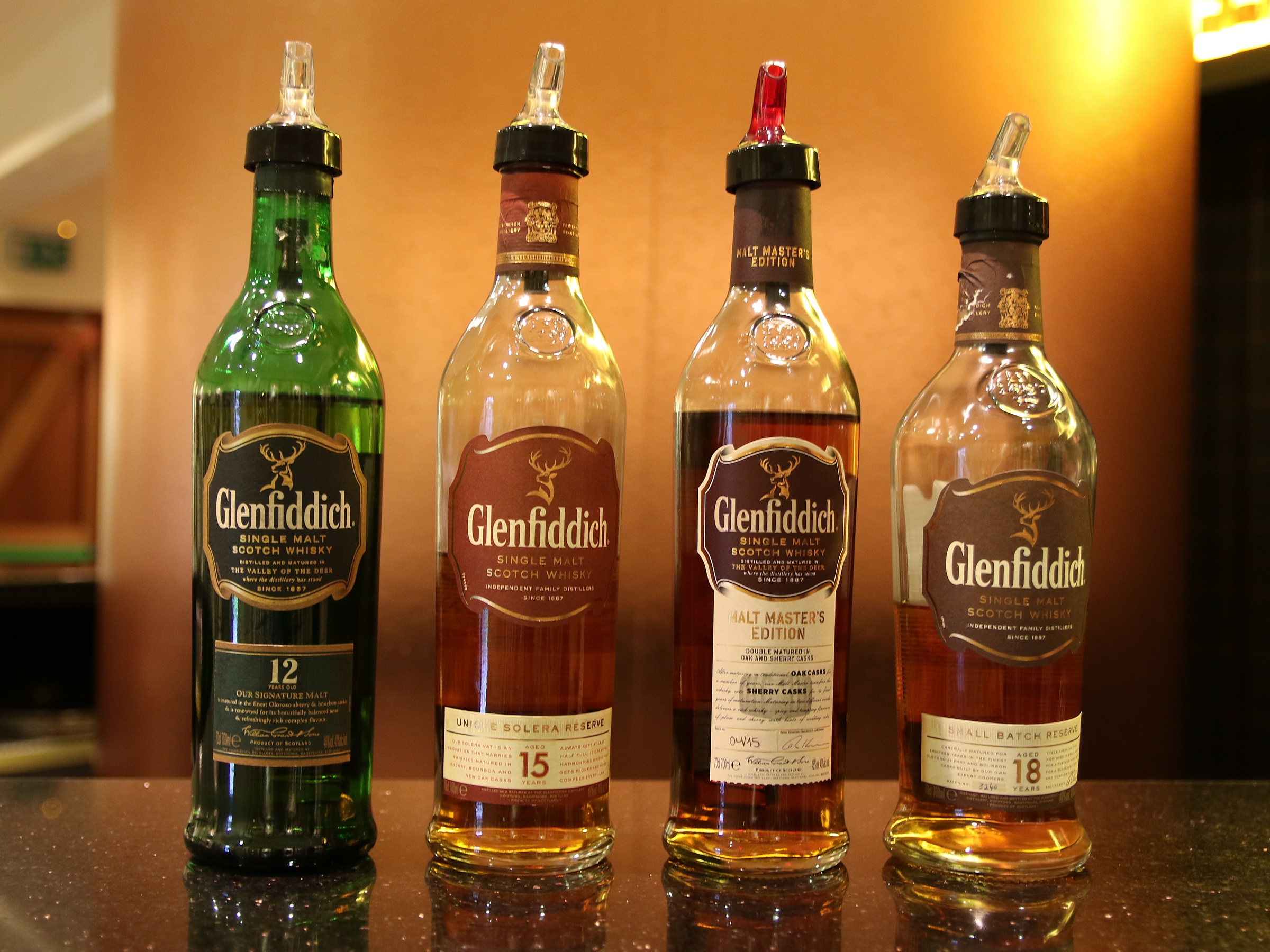
Endprodukt

## Produkte
- Glenfiddich 12, 15, 18 und 21 Jahre
- Glenfiddich Rich Oak 14 Jahre
- Glenfiddich Solera Reserve 15 Jahre
- Glenfiddich Distillery Edition 15 Jahre
- Glenfiddich The Original 1963 (Reproduktion des ursprünglichen ersten Single Malt von 1963, keine Altersangabe der Reifung)
- Glenfiddich Snow Phoenix (Oloroso- und Eichenfass-Blend)
- Glenfiddich 125 Anniversary Edition
- Glenfiddich Excellence 26 Jahre
- Glenfiddich 30, 40 und 50 Jahre
- Glenfiddich Age of Discovery 19 Jahre (Madeira-, Bourbon- oder Redwine-Fassausbau)
- Glenfiddich Malt Master Edition (Kreation des jeweiligen Mälzmeisters)
- Glenfiddich Vintage Reserve (ausgewählte Jahrgänge, z. B. 1974 und 1975, 1977 und 1978)
- Glenfiddich Reserve Cask
- Glenfiddich Select Cask
- Monkey Shoulder (Blended Malt aus Glenfiddich, Balvenie und Kininvie)

Mit wenigen Ausnahmen wie beispielsweise dem Glenfiddich 30 yo (43 %) und des Glenfiddich Distillery Edition 15 Jahre (51 %) werden die Whiskys von Glenfiddich meistens mit einem Alkoholanteil von 40 % abgefüllt und mit Lebensmittelfarbe (E 150a) gefärbt.

## Galerie

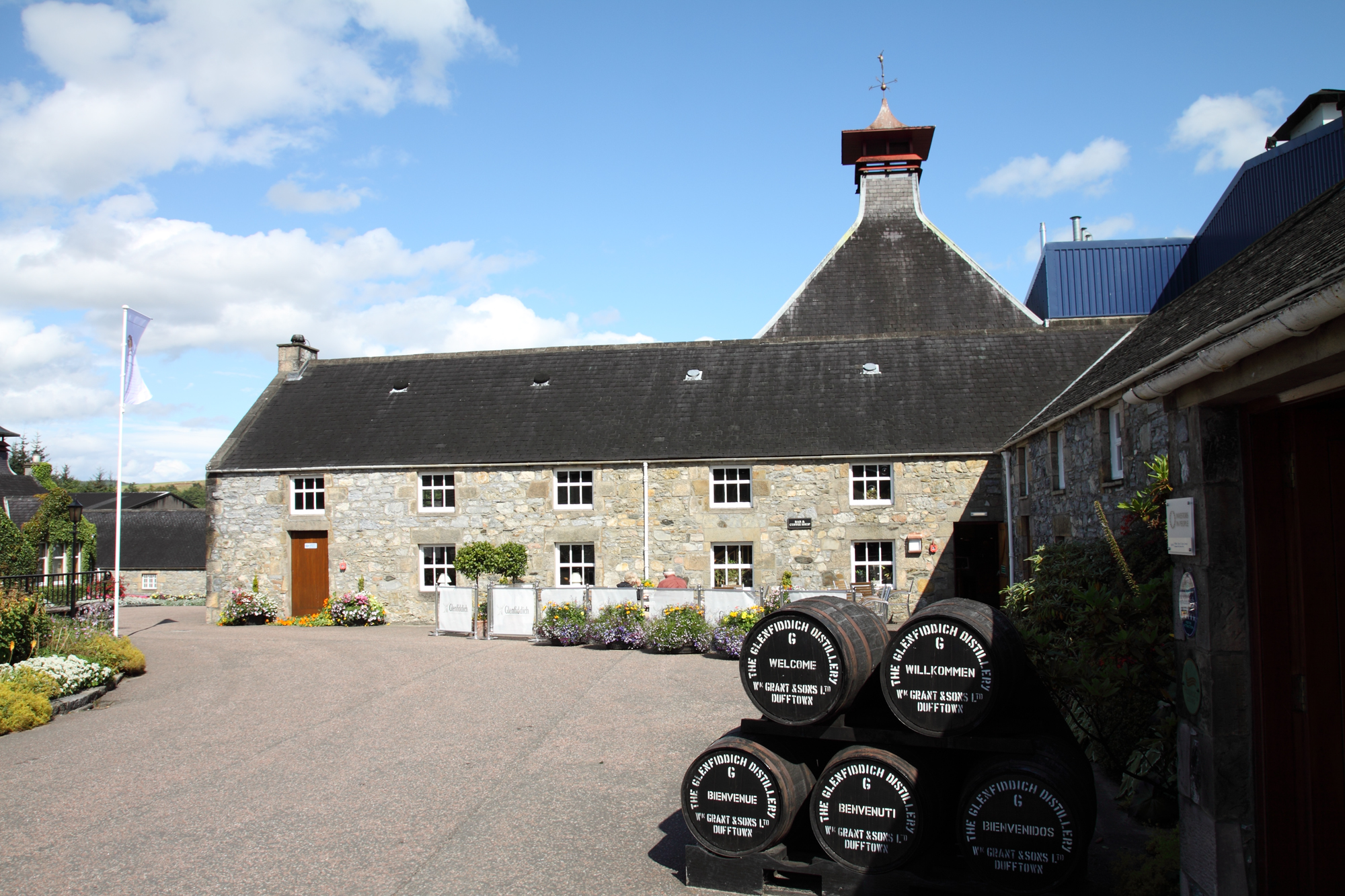
Eingang zur Glenfiddich-Destillerie
Ahnentafel
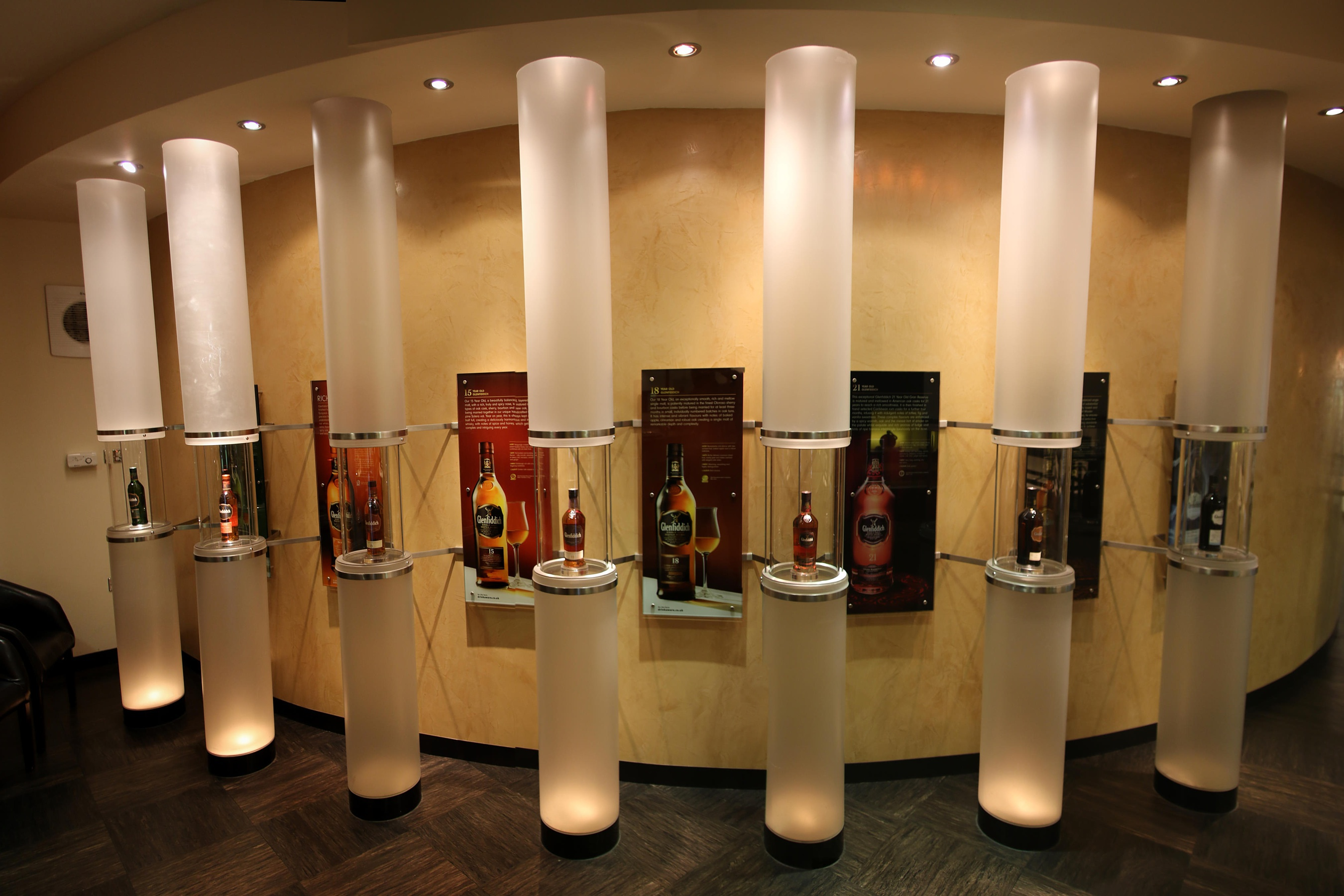
Ausstellungsraum
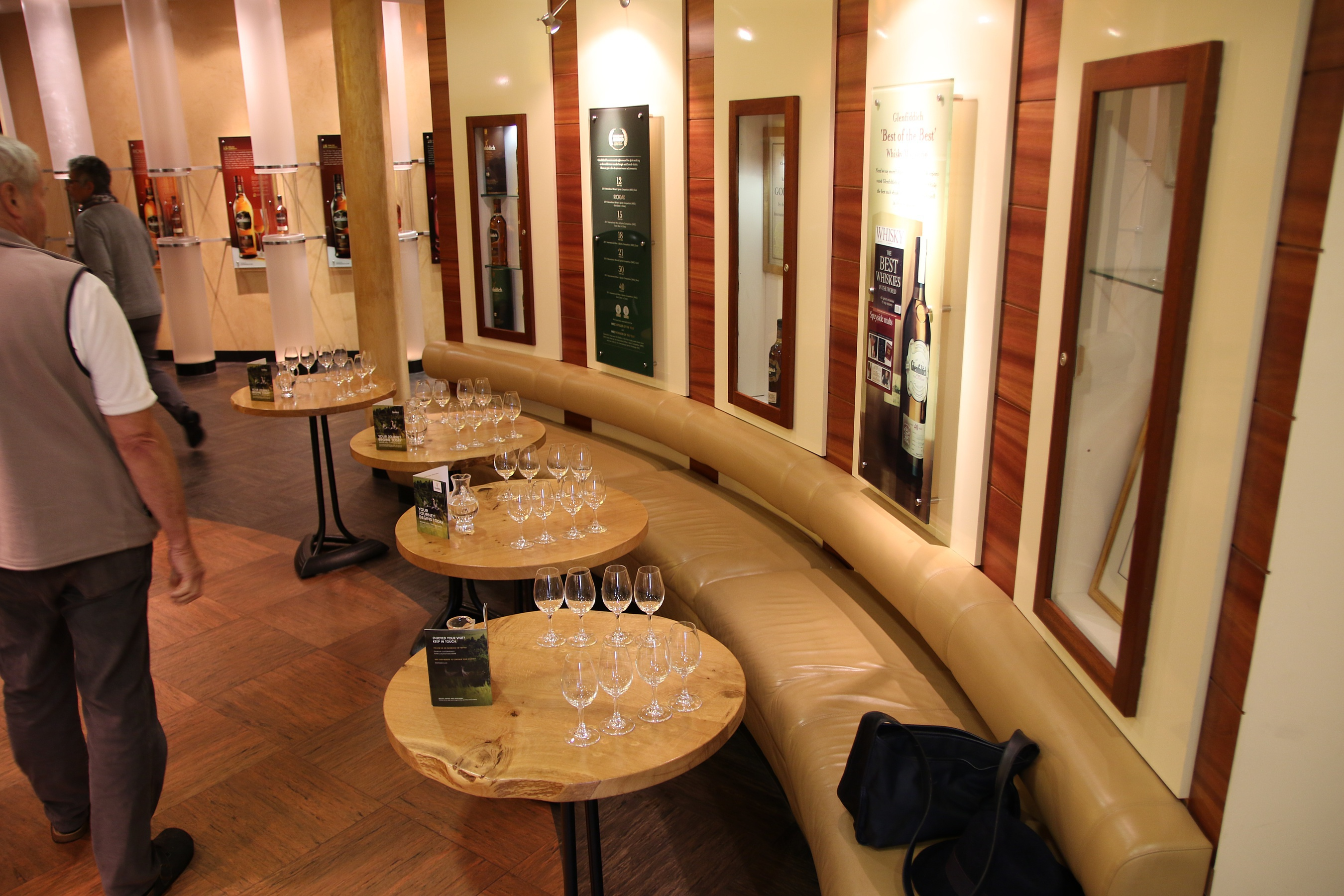
Probier-Raum

## Bedeutung und Aussprache des Namens
Auf der deutschsprachigen Version der Website der Destillerie wird der Name mit „Tal der Hirsche“ übersetzt. Die Übersetzung von Gleann Fhiodhaich sinngemäß mit „Tal von Büschen“ (engl. shrubs) ist allerdings naheliegender, „Tal der Hirsche“ wäre im heutigen Gälisch Gleann nam Fiadh. In manchen Quellen wird der Name auf Fida, den Sohn des legendären piktischen Königs Cruithne, zurückgeführt bzw. den Namen der historischen piktischen Provinz Fidach.
Unter Englischsprechern allgemein ist [ɡlɛnˈfɪdɪk] eine durchaus übliche Aussprache. Von Deutschen wird der Name naheliegenderweise mit dem „ich-Laut“ am Ende ausgesprochen, also [ɡlɛnˈfɪdɪç], was insofern gerechtfertigt werden kann, als das Schottische Gälisch ebenso wie das Deutsche eine Unterscheidung zwischen einem „weichen“ ich-Laut und einem „harten“ ach-Laut (velar oder uvular) hat, und in der gälischen Form des Ortsnamens ersterer enthalten wäre (allerdings sind die gälischen Dialekte im Osten Schottlands seit langem erloschen). Im schottischen Englisch, wie es auch in der Präsentation von Glenfiddich auf ihrer Website selbst benutzt wird, ist ein Laut zu hören, der von Deutschsprechern tendenziell als hart (velar) empfunden wird, aber phonetisch in der Mitte zwischen deutschem ich und deutschem ach liegt.